# Tinningben
Tinningben (latin: os temporale) är, i människans kropp, ett parigt ben som sitter nedtill, baktill på kraniets laterala sidor, ovanför och runt örat.
Tinningbenet består av fyra delar:
- Pars squamosa
- Pars tympanica
- Pars mastoidea
- Pars petrosa

På tinningbenet finns flera utskott:
- Mastoidutskottet (processus mastoideus), även kallat vårtutskottet
- Okbensbågen (arcus zygomaticus)
- Griffelutskottet, processus styloideus os temporale

På undersidan ledar tinningbenet mot underkäksbenen (os mandibularis) i fossa mandibularis.
Canalis facialis är en benkanal som hyser ansiktsnerven. Mynningen är vid porus acusticus internus och den löper ut i foramen stylomastoideum.

### Webbkällor
- ”Tinningben”. Svensk MeSH. Karolinska Institutet. https://mesh.kib.ki.se/term/D013701/temporal-bone. Läst 27 september 2020.
- Gray, Henry (1918). ”The Temporal Bone”. Gray’s Anatomy. https://www.bartleby.com/107/34.html. Läst 27 september 2020.